# Portrait de Dirck van Os
Le Portrait de Dirck van Os est un tableau tardif de Rembrandt (1606-1669), peint vers 1658,. Il est actuellement dans la collection permanente du Joslyn Art Museum d'Omaha au Nebraska.

## Description
L'homme dont il est fait le portrait est Dirck van Os III (1590-1668), éminent bourgeois hollandais, marié en 1628. Il est le fils de Dirck van Os (en) (1556 -1615), un marchand, assureur, banquier et armateur d'Amsterdam, l'un des fondateurs de la Compagnie van Verre, de la Compagnie néerlandaise des Indes orientales, de la Beemster et de la Banque d'Amsterdam. 
La peinture montre van Os III comme un vieil homme, assis, tenant une canne dans sa main gauche, portant une robe noire avec un col blanc et des manchettes, et coiffé d'un béret. 

## Historique
Ce portrait a été acquis en 1898 par un marchand d'art de New-York à un collectionneur privé de Saint-Pétersbourg. En 1899, il a été vendu à un homme d'affaires de Boston, Frederick Sears. Il a été ensuite acheté par le Joslyn Art Muséum en 1942 à un collectionneur privé.
Considéré d'abord comme de Rembrandt lui-même, le tableau a été ensuite attribué à l'École de Rembrandt, et probablement à un de ses élèves. Au printemps de 2012, sur les conseils de Ernst van de Wetering, l'un des meilleurs connaisseurs mondial de l'œuvre du maître, le musée l'a envoyé à Amsterdam pour étude et restauration Martin Bijl, ancien directeur de la restauration au Rijksmuseum à Amsterdam, y a travaillé avec van de Wetering. 
La preuve a été faite pendant le processus de conservation que le tableau était de Rembrandt. 
Des ajouts postérieurs à la peinture du tableau par Rembrandt, comme la dentelle autour du col et une chaîne avec une croix, ont été supprimés pendant la restauration,.
Le tableau restauré a été montré à la galerie de la Fondation Hitchcock du Joslyn Art Museum le 5 mai 2014 et fait partie de la collection permanente du musée.
En novembre 2016 le Joslyn Art Muséum a exposé le tableau dans un nouvel encadrement . Le précédent cadre, doré et de style Louis XIV cadre était celui du portrait quand il avait été acquis par le musée en 1942. 
Le nouveau cadre est moins ornementé. Son style moins clinquant, selon le conservateur adjoint du musée, correspond à la sensibilité conservatrice et protestante de l'époque et à la culture mercantile des Pays-Bas. Le matériau est un des bois exotiques qui étaient importés par la Compagnie néerlandaise des Indes orientales. Le cadre a été payé par l'Association du Joslyn Art Muséum.